# Szisztáni nép
A szisztáni nép (történelmileg szakzainak is nevezik) iráni származású etnikai csoport, mely főként a Szisztán nevű régióban él, Irán délkeleti részén, és történelmileg Afganisztán délnyugati részén. Nyelvük a perzsa és a szisztáni dialektus.
Faj tekintetében Rawlinson a szisztánokat a herati dzsemsidik mellett az árja faj tiszta példájának tartja.
Korábban Szisztán lakossága középperzsa dialektusokat beszélt, például pártus pahlavit, középperzsát (sasanian Pahlavi), most pedig a perzsa dialektusát beszélik, amelyet szisztáni néven ismernek. A szisztánok a szkíta törzsek túlélői. A szisztániak a szkítáktól származnak, akik az árják utolsó csoportját képezték, amely i. e. 128-ban érkezett Iránba. Szisztán és Beludzsisztán tartomány középső és északi részén élnek. Az elmúlt évtizedek óta sokan vándoroltak Irán más részeibe, például Teheránba és az Irán északi részén található Golesztán tartományba különféle politikai és éghajlati okok miatt.

## Morfofonémia
A szisztániak nevüket Sekastanról ("Szakák földje") kapták. A szakák a szkíták törzse volt, amely az Iráni-fennsíkra vándorolt. A vidék régebbi óperzsa neve - a szaka uralom előtt - Zaranka vagy Drangiana ("Vízföld") volt.